# Lina Bjerneld
Lina Bjerneld, född 1979 i Mora, är en svensk målare bosatt och verksam i Stockholm. Hon är utbildad vid Pernbys målarskola 2001-2003, och Kungliga Konsthögskolan 2003-2008. Hon är representerad vid bland annat Moderna Museet och Malmö Konstmuseum. Hon har mottagit stipendier och genomfört flera uppmärksammade utställningar. Hennes måleri kan beskrivas som ickehierarkiskt och omfattar allt från geometriska formexperiment till den informella konsten. Bjerneld har beskrivits som en av de främsta målarna av sin generation. Bjerneld har tidigare undervisat och varit studierektor på https://www.idunloven.se/ och är numera professor i fri konst med inriktning på måleri och teckning i det utvidgade fältet på Kungliga Konsthögskolan.